# Fernand Goux
Fernand Goux (31 de diciembre de 1899 – 9 de noviembre de 2008) fue, con 108 años, el penúltimo veterano francés de la Primera Guerra Mundial, con Pierre Picault siendo este el último. Nacido en Sceaux-du-Gâtinais, Loiret, Goux se fue llamado al servicio el 19 de abril de 1918. Goux fue desplegado detrás de las líneas de frente con el 85.º Regimiento de Infantería, suministrando a las tropas y enterrando a los muertos. El 3 de noviembre de 1918, fue enviado a primera línea con el 82.º Regimiento de Infantería para la última semana de la guerra. Esto le hizo uno de los dos veteranos de trinchera restante, junto con el británico Harry Patch.
Sin embargo el gobierno francés no reconoció a Goux como poilu cuando combatió menos de los tres meses requeridos. Así, el último veterano oficial queda para el italiano Lazare Ponticelli, quién fue sepultado con honores estatales el 17 de marzo de 2008, con Louis de Cazenave el último francés reconocido de haber servido en la guerra. Después de la guerra, Goux trabajó como labrador y vivió en la región de Isla de Francia.